# Burgstraße (Leipzig)
Die Burgstraße ist eine Anliegerstraße in der Innenstadt von Leipzig und verbindet den Thomaskirchhof im Norden mit dem Burgplatz im Süden.

## Name
Die Straße wurde 1422 als Burggasse erstmals erwähnt und fungierte als Zugang von der Stadt zur Pleißenburg, daher der Name. Heute befindet sich an dieser Stelle das Neue Rathaus.

## Geschichte
Im 13. Jahrhundert ließ Markgraf Dietrich der Bedrängte (1162–1221) mehrere Zwingburgen errichten, um die Stadt zu kontrollieren. Eine davon war die Vorgängerin der späteren Pleißenburg. Die Bewältigung der Strecke vom damaligen Rathaus zur Burg war recht kompliziert. Die Ratsherren, die zur Zwingfeste befohlen waren, mussten am richterlichen Vogthof neben dem Gasthaus „Thüringer Hof“ (1454) vorbei und danach über eine Holzbrücke über den Wassergraben, der rings um die Burg führte und mit der Pleiße verbunden war. Schließlich erreichten sie eine Zugbrücke, von wo der Weg durch drei mit Fallgittern gesicherte Tore bis in den Schlosshof führte.
Nach dem Erwerb der Pleißenburg durch die Stadt Leipzig begann 1897 ihr Abriss. Zugleich wurde der Burgplatz angelegt. Von 1898 bis 1919 trug auch die Fortsetzung der Straße zwischen Burgplatz und Rathausring den Namen Burgstraße, bis dieser Teil in Hugo-Licht-Straße umbenannt wurde.

## Verlauf
Die Burgstraße führt vom Thomaskirchhof geradlinig in südliche Richtung. Auf halber Strecke zum Burgplatz nimmt sie auf ihrer Ostseite das Sporergäßchen auf, das von der Petersstraße kommt, und dicht vor dem Burgplatz noch auf ihrer Westseite die Ratsfreischulstraße, die vom Innenstadtring kommt und mit ihrem Namen an die Ratsfreischule erinnert.
Die Nummerierung der Hausnummern beginnt am Thomaskirchhof. Die geraden Nummern befinden sich auf der Westseite, die ungeraden auf der Ostseite der Straße. Seit dem 1. Juli 1993 gehört die Straße zum Postleitbezirk 04109.

## Bebauung
Im Eckhaus mit der Adresse Thomaskirchhof 12 befindet sich das Sächsische Apothekenmuseum. Gegenüber liegt das Haus der Kirche (Hausnummern 1 bis 5), das 1911 eine ältere Bebauung ersetzte und heute unter Denkmalschutz steht. Das älteste noch erhaltene Bauteil in der Burgstraße ist der Treppenturm des Hauses Goldene Fahne (Hausnummer 4), das Hieronymus Lotter um 1570 für seinen Sohn errichten ließ. Dort wohnte später Samuel Hahnemann, der Begründer der Homöopathie. Der Thüringer Hof (Hausnummer 19 bis 21) wurde bei den Luftangriffen im Zweiten Weltkrieg fast völlig zerstört. Das heutige Gebäude ist eine Rekonstruktion aus den Jahren 1946 und 1993 bis 1996.